# Grace Eniola Soyinka
Grace Eniola Soyinka (1908-1983 ) là một chủ cửa hàng người Nigeria, nhà hoạt động và là thành viên của gia đình quý tộc Ransome-Kuti.
Bà đồng sáng lập Hội Phụ nữ Abeokuta cùng với Funmilayo Ransome-Kuti, chị dâu của bà. Họ đã phản đối các loại thuế được giới thiệu bởi Alake of Abeokuta, người cai trị được chính quyền thực dân hậu thuẫn. Họ đã khấu trừ thuế, và cuối cùng Alake thoái vị. Liên minh, với số thành viên gồm 20.000 phụ nữ, cuối cùng đã phát triển thành tổ chức quốc gia, Hội Phụ nữ Nigeria.
Bà lớn lên trong gia đình của cha mình, giáo sĩ và nhà soạn nhạc Josiah Ransome-Kuti. Bà kết hôn với Samuel Ayodele Soyinka, một bộ trưởng Anh giáo. Người thứ hai trong số bảy người con của họ  là Wole Soyinka, nhà văn và người đoạt giải thưởng văn học năm 1986. Wole Soyinka kể về cuộc sống gia đình của cha mẹ và hoạt động của mẹ anh trong cuốn hồi ký năm 1981 Ake: những năm tháng tuổi thơ. Ông gọi Grace là "Christian hoang dã" liên quan đến chủ nghĩa Anh giáo sùng đạo của bà.
Bà mất năm 1983, ở tuổi 75, nhưng được mô tả là rất sung sức vào những năm bảy mươi, giải trí cho người thân bằng ca hát và nhảy múa.